# Borlänge
Borlänge este un oraș în Suedia.

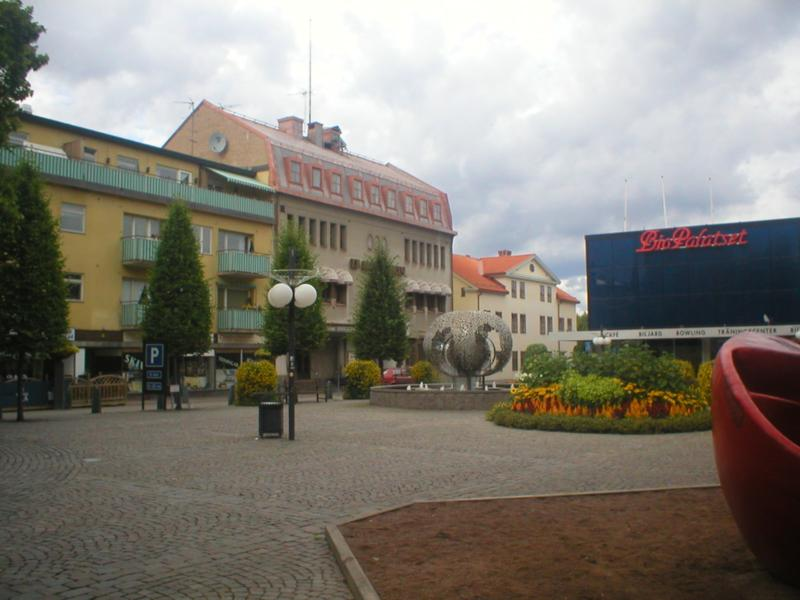
Piața Svea

Se află la o altitudine de 151 m deasupra nivelului mării. Are o suprafață de 3.165 ha. Populația este de 43.202 locuitori, determinată în 31 decembrie 2020.

## Demografie
| \| Evoluția demografică a zonei urbane Borlänge, 1970–2015 \| Evoluția demografică a zonei urbane Borlänge, 1970–2015 \| Evoluția demografică a zonei urbane Borlänge, 1970–2015 \| Evoluția demografică a zonei urbane Borlänge, 1970–2015 \| Evoluția demografică a zonei urbane Borlänge, 1970–2015 \| \| --------------------------------------------------------------------------------------- \| ------------------------------------------------------- \| ------------------------------------------------------- \| ------------------------------------------------------- \| ------------------------------------------------------- \| \| An \| \| \| Locuitori \| \| \| 1970 \| 1970 \| \| 35.436 \| 35.436 \| \| 1975 \| 1975 \| \| 40.158 \| 40.158 \| \| 1980 \| 1980 \| \| 40.163 \| 40.163 \| \| 1990 \| 1990 \| \| 39.147 \| 39.147 \| \| 1995 \| 1995 \| \| 40.881 \| 40.881 \| \| 2000 \| 2000 \| \| 39.640 \| 39.640 \| \| 2005 \| 2005 \| \| 39.422 \| 39.422 \| \| 2010 \| 2010 \| \| 41.734 \| 41.734 \| \| 2015 \| 2015 \| \| 41.955 \| 41.955 \| \| Sursa: SCB - Statistika Centralbyrån, Folkmängden per tätort. Vart femte år 1960 - 2016 \| \| \| \| \| |      |  |           |        |
| Evoluția demografică a zonei urbane Borlänge, 1970–2015 |      |  |           |        |
| An |      |  | Locuitori |        |
| 1970 | 1970 |  | 35.436    | 35.436 |
| 1975 | 1975 |  | 40.158    | 40.158 |
| 1980 | 1980 |  | 40.163    | 40.163 |
| 1990 | 1990 |  | 39.147    | 39.147 |
| 1995 | 1995 |  | 40.881    | 40.881 |
| 2000 | 2000 |  | 39.640    | 39.640 |
| 2005 | 2005 |  | 39.422    | 39.422 |
| 2010 | 2010 |  | 41.734    | 41.734 |
| 2015 | 2015 |  | 41.955    | 41.955 |
| Sursa: SCB - Statistika Centralbyrån, Folkmängden per tätort. Vart femte år 1960 - 2016 |      |  |           |        |